# Jubilé d'or de la reine Victoria

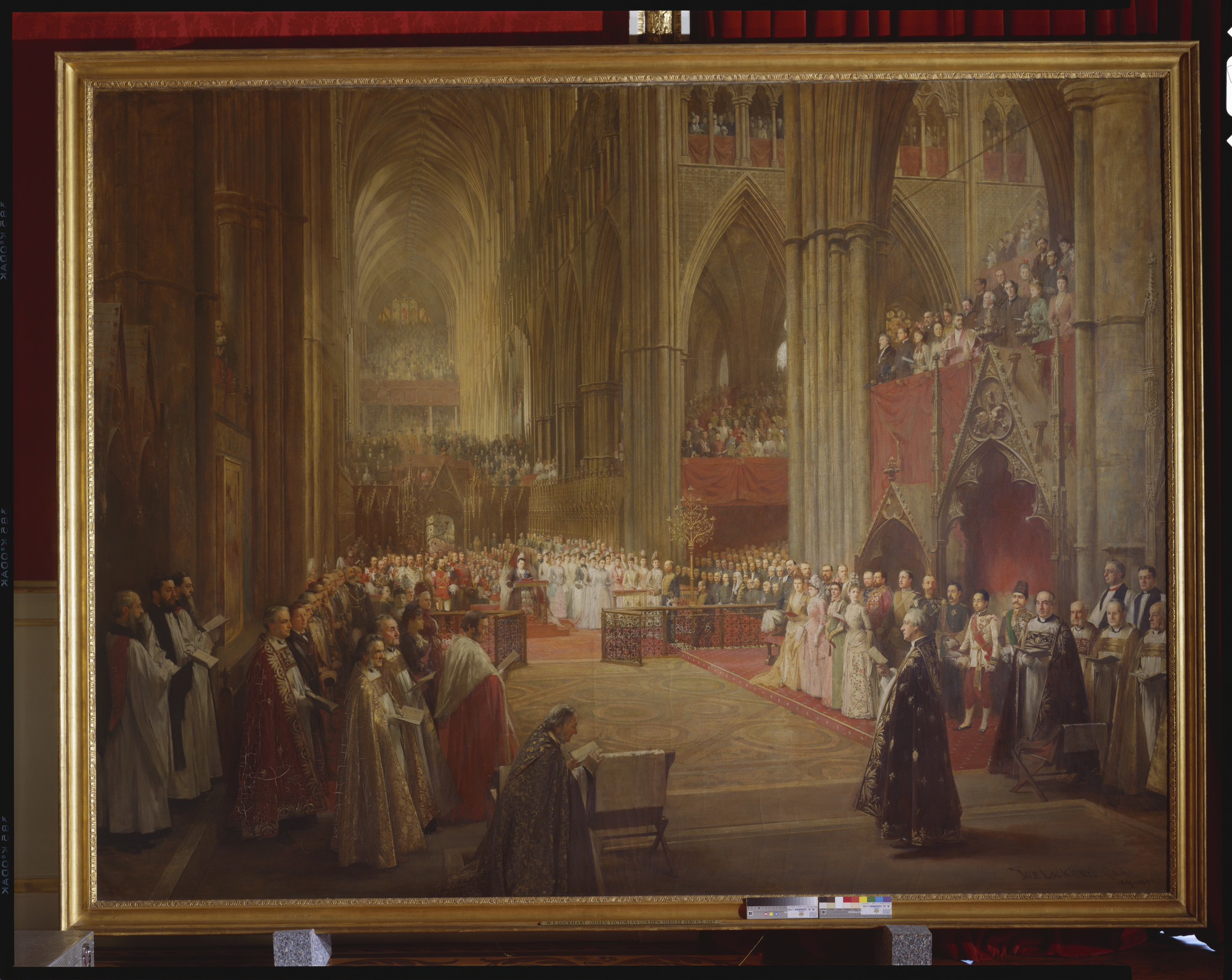
William Ewart Lockhart (1846-1900), Cérémonie du Jubilé d'or de la reine Victoria, 1887.

Le Jubilé d'or de la reine Victoria a été célébré le 20 juin 1887, marquant les 50 années de règne de la reine Victoria sur le trône du Royaume-Uni. 50 princes et rois d'Europe ont été conviés. 

## Histoire

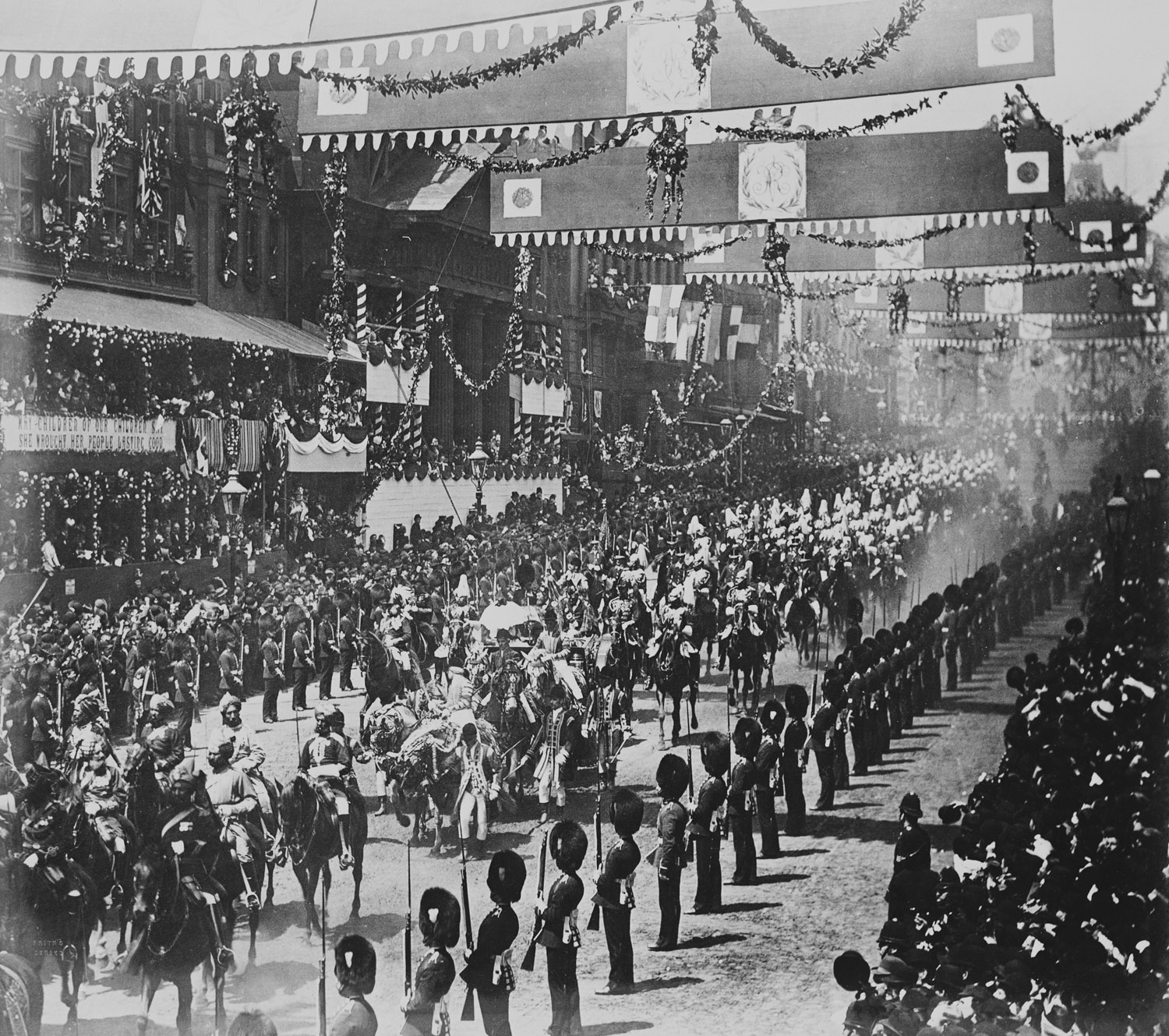
Procession de la reine Victoria, Regent Street, photo 1887.

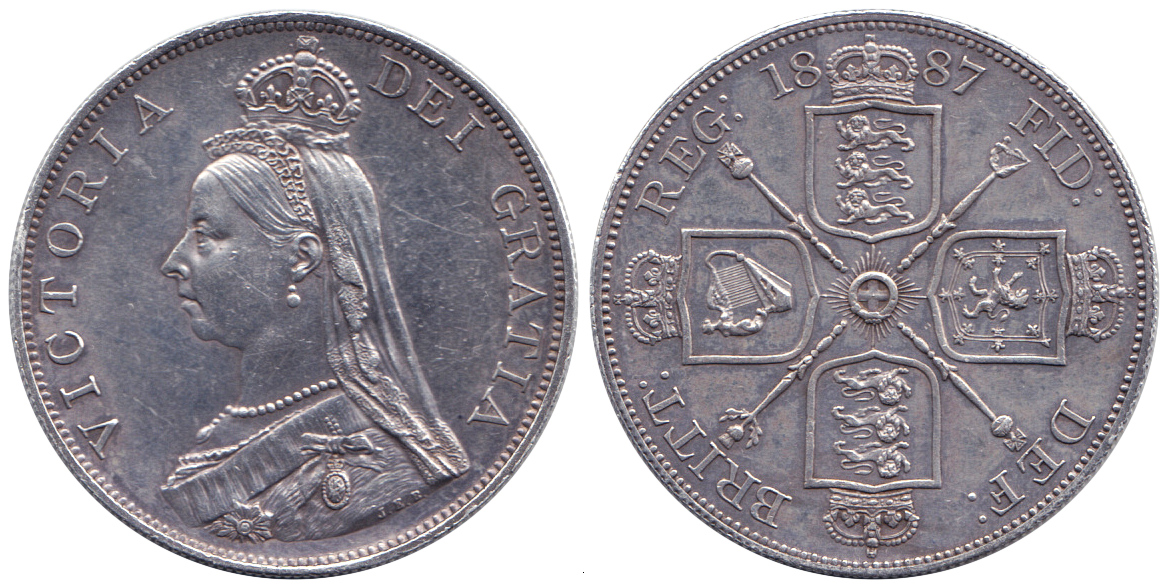
Pièce commémorative deux florins, 1887.

## Invités

### Famille royale britannique
- La reine Victoria du Royaume-Uni
  - La princesse Victoria du Royaume-Uni et le prince héritier Frédéric de Prusse, fille de la reine et son époux (représentants de l'empereur Guillaume Ier d'Allemagne)
    - Le prince Guillaume de Prusse et la princesse Augusta-Victoria de Schleswig-Holstein-Sonderbourg-Augustenbourg, petit-fils de la reine et son épouse
    - La princesse Charlotte de Prusse et le prince héritier Bernard de Saxe-Meiningen-Hildburghausen, petite-fille de la reine et son époux (représentants du duc Georges II de Saxe-Meiningen-Hildburghausen)
      - La princesse Théodora de Saxe-Meiningen, arrière-petite-fille de la reine

    - Le prince Henri de Prusse, petit-fils de la reine
    - La princesse Victoria de Prusse, petite-fille de la reine
    - La princesse Sophie de Prusse, petite-fille de la reine
    - La princesse Marguerite de Prusse, petite-fille de la reine

  - Le prince Édouard de Galles et la princesse Alexandra de Danemark, fils de la reine (l'héritier apparent) et son épouse
    - Le prince Albert-Victor de Galles, petit-fils de la reine (le deuxième héritier apparent)
    - Le prince George de Galles, petit-fils de la reine
    - La princesse Louise du Royaume-Uni, petite-fille de la reine
    - La princesse Victoria-Alexandra du Royaume-Uni, petite-fille de la reine
    - La princesse Maud du Royaume-Uni, petite-fille de la reine

  - Le grand-duc Louis IV de Hesse, gendre de la reine
    - La princesse Victoria de Hesse-Darmstadt et le prince Louis de Battenberg, petite-fille de la reine et son époux
    - La princesse Élisabeth de Hesse-Darmstadt et le grand-duc Serge Alexandrovitch de Russie, petite-fille de la reine et son époux (représentants du tsar Alexandre III de Russie)
    - La princesse Irène de Hesse-Darmstadt, petite-fille de la reine
    - Le prince héritier Ernest-Louis de Hesse, petit-fils de la reine
    - La princesse Alix de Hesse-Darmstadt, petite-fille de la reine

  - Le prince Alfred d'Édimbourg et la grande-duchesse Maria Alexandrovna de Russie, fils de la reine et son épouse
    - La prince Alfred d'Édimbourg, petit-fils de la reine
    - La princesse Marie d'Édimbourg, petite-fille de la reine
    - La princesse Victoria-Mélita d'Édimbourg, petite-fille de la reine
    - La princesse Alexandra d'Édimbourg, petite-fille de la reine

  - La princesse Helena du Royaume-Uni et le prince Christian de Schleswig-Holstein, fille de la reine et son époux
    - Le prince Christian-Victor de Schleswig-Holstein, petit-fils de la reine
    - Le prince Albert de Schleswig-Holstein, petit-fils de la reine
    - La princesse Hélène-Victoria de Holstein-Sonderbourg-Augustenbourg, petite-fille de la reine
    - La princesse Marie-Louise de Schleswig-Holstein, petite-fille de la reine

  - La princesse Louise du Royaume-Uni et John Campbell, marquis de Lorne, fille de la reine et son époux
  - Le prince Arthur de Connaught et Strathearn et la princesse Louise-Marguerite de Prusse, fils de la reine et son épouse
    - La princesse Margaret de Connaught, petite-fille de la reine
    - Le prince Arthur de Connaught, petit-fils de la reine

  - La princesse Hélène de Waldeck-Pyrmont, belle-fille de la reine
  - La princesse Béatrice du Royaume-Uni et le prince Henri de Battenberg, fille de la reine et son époux

Descendants du roi George III du Royaume-Uni et leurs familles :
- Le prince George de Cambridge, cousin de la reine
  - George FitzGeorge, cousin au second degré de la reine
  - Augustus FitzGeorge, cousin au second degré de la reine
- La princesse Augusta de Cambridge et le grand-duc Frédéric-Guillaume de Mecklembourg-Strelitz, cousine de la reine et son époux
  - Le prince héritier Adolphe-Frédéric de Mecklembourg-Strelitz et la princesse Élisabeth d'Anhalt, cousin au second degré de la reine et son épouse
- La princesse Marie-Adélaïde de Cambridge et le duc François de Teck, cousine de la reine et son époux
  - La princesse Mary de Teck, cousine au second degré de la reine
  - Le prince Adolphus de Teck, cousin au second degré de la reine
  - Le prince Francis de Teck, cousin au second degré de la reine
  - Le prince Alexander de Teck, cousin au second degré de la reine
- La princesse Frederika de Hanovre et le baron Alphons von Pawel-Rammingen, cousine au second degré de la reine et son époux
- Aubrey FitzClarence, comte de Munster, arrière-petit-fils du roi Guillaume IV du Royaume-Uni

### Autres personnalités royales
- Le prince Ernest de Leiningen et la princesse Marie de Bade, demi-neveu de la reine et son épouse
  - La princesse Alberta de Leiningen, demi-petite-nièce de la reine
- Le prince Hermann de Hohenlohe-Langenbourg, demi-neveu de la reine
- Le prince Victor de Hohenlohe-Langenbourg et la princesse Laura Williamina Seymour, demi-neveu de la reine et son épouse
  - Feodora Gleichen, demi-petite-nièce de la reine
  - Edward Gleichen, demi-petit-neveu de la reine
  - Victoria Gleichen, demi-petite-nièce de la reine
- Le prince Ernest de Saxe-Meiningen, demi-petit-neveu de la reine
- Le duc Ernest II de Saxe-Cobourg-Gotha, cousin et beau-frère de la reine
- Le roi Léopold II de Belgique et la reine Marie-Henriette de Habsbourg-Lorraine, cousin de la reine et son épouse
  - La princesse Louise de Belgique et le prince Philippe de Saxe-Cobourg-Gotha, cousine et cousin au second degré de la reine

- L'archiduc héritier Rodolphe d'Autriche, cousin au second degré par alliance de la reine (représentant de l'empereur François-Joseph d'Autriche)

- Le prince héritier Charles de Portugal et la princesse Amélie d'Orléans, cousin au troisième degré de la reine et son épouse (représentants du roi Louis Ier de Portugal)
- Le roi Christian IX Danemark
  - Le roi Georges Ier de Grèce
    - Le diadoque Constantin de Grèce
    - Le prince Georges de Grèce
- Le prince Louis de Bade (représentant du grand-duc Frédéric Ier de Bade)
- Le prince héritier Gustave de Suède (représentant du roi Oscar II de Suède)
- Le grand-duc héritier Charles-Auguste de Saxe-Weimar-Eisenach (représentant du grand-duc Charles-Alexandre de Saxe-Weimar-Eisenach)
- Le prince Édouard de Saxe-Weimar-Eisenach et la princesse Augusta Katherine Gordon-Lennox
- Le prince Hermann de Saxe-Weimar-Eisenach
- Le prince héritier Frédéric II d'Anhalt (représentant du duc Frédéric Ier d'Anhalt)
- Le roi Albert de Saxe
- Le prince Louis de Bavière (représentant du prince-régent Luitpold de Bavière)
- Le prince Amédée de Savoie (représentant du roi Humbert Ier d'Italie)
- Le prince Antoine d'Orléans et l'infante Eulalie d'Espagne (représentants de la reine et régente d'Espagne Marie-Christine d'Autriche)
- Le prince Philippe d'Orléans et la princesse Marie-Isabelle d'Orléans
  - Le prince Philippe d'Orléans
  - La princesse Hélène d'Orléans
- Le prince Robert d'Orléans
  - Le prince Henri d'Orléans
  - La princesse Marguerite d'Orléans
- Le prince Henri d'Orléans
- La reine Kapiʻolani d'Hawaï
- La princesse héritière Liliʻuokalani d'Hawaï
- Le prince Komatsu Akihito (représentant de l'empereur Meiji du Japon)
- Le prince Devawongse Varoprakar de Siam (représentant du roi Rama V de Siam)
- Le prince Abu 'n Nasr Mirza Hissam us Sultaneh de Perse (représentant de Nassereddine Shah)
- Le nawab Sir Asman Jah (représentant du nizam de Hyderabad et Berar Asaf Jah VI)
- Le maharadjah Bhagvatsinhji de Gondal
- Le Thakore Sahib de Liinri
- Le Thakore Sahib de Morvi
- Le maharadjah Nripendra Narayan de Cooch Behar et la maharani Suniti Devi
- Le maharadjah Lakshmeshwar Singh de Darbhanga
- Le maharadjah Khengarji III de Kutch
- Le maharadjah Shivajirao Holkar d'Indore